# Camboglanna

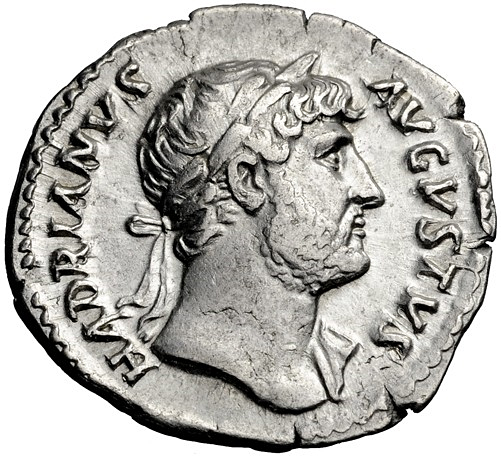
Münzporträt des Hadrian
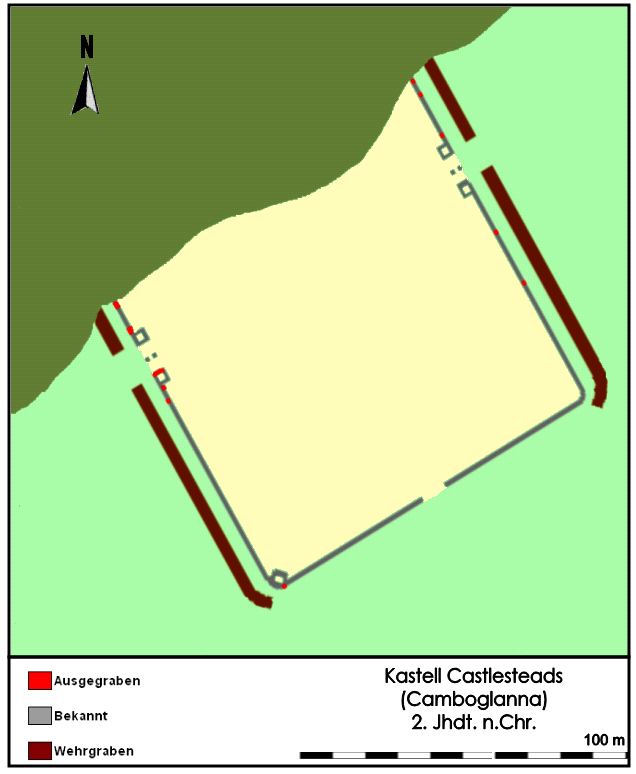
Befundplan Grabungen von 1934
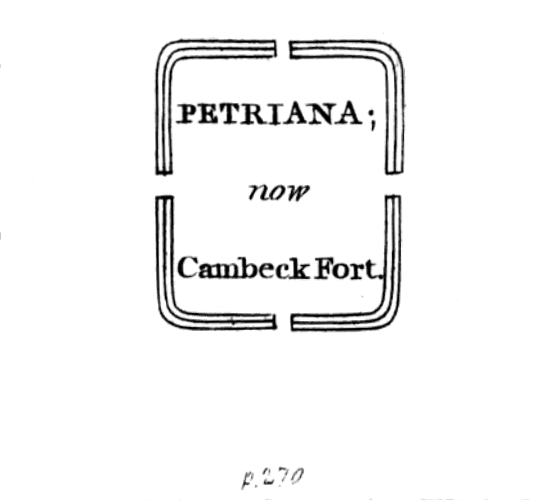
Kastellskizze von William Hutton, 1802
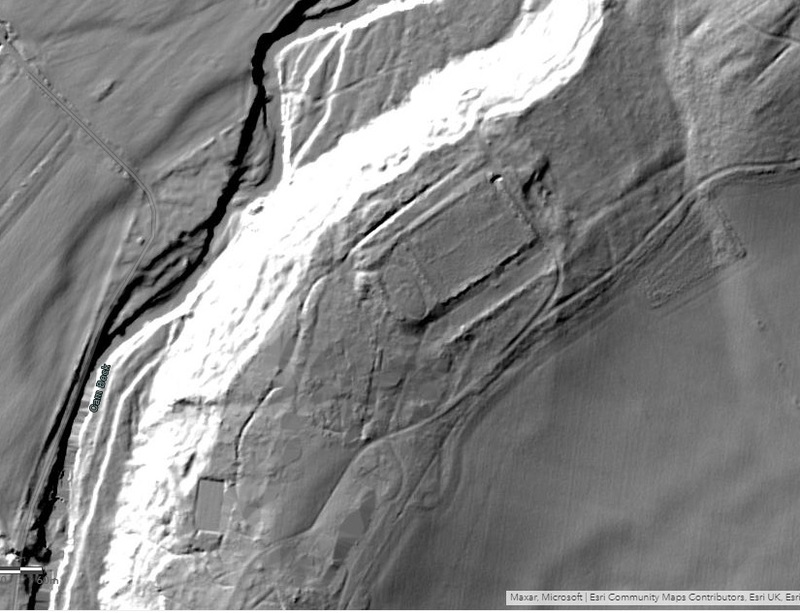
Scan des Kastellareals
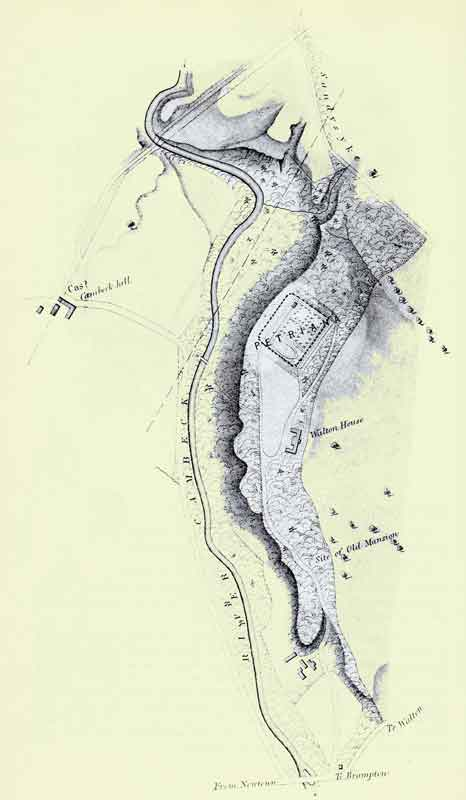
Zeichnung des Kastellareals von Henry McLauchlan, 1857, das Kastell wird darauf noch irrtümlich als Petrianis bezeichnet
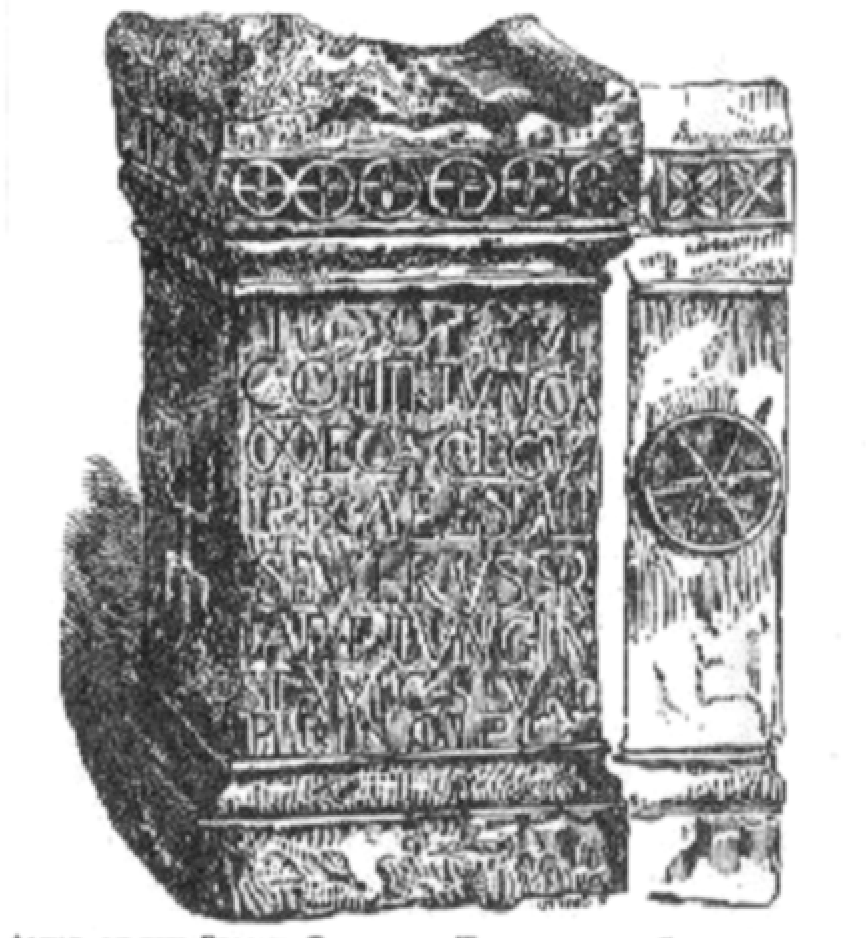
Iupiteraltar der cohors II Tungrorum
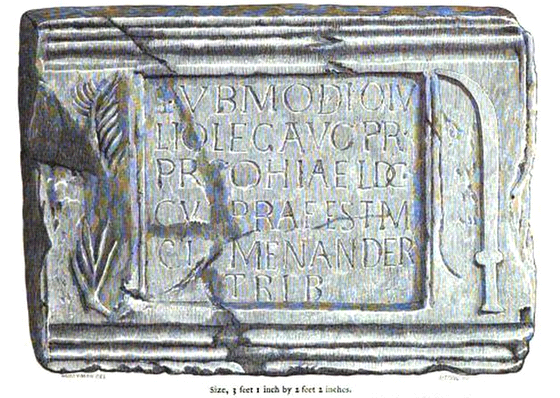
Bauinschrift vom Osttor des Kastell Birdoswald, die die dortige Anwesenheit der cohors I Dacorum bezeugt, gef. 1852
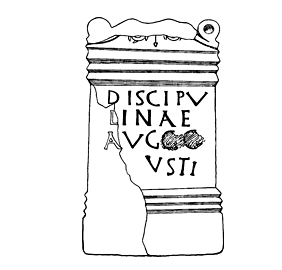
Altar der Disciplina
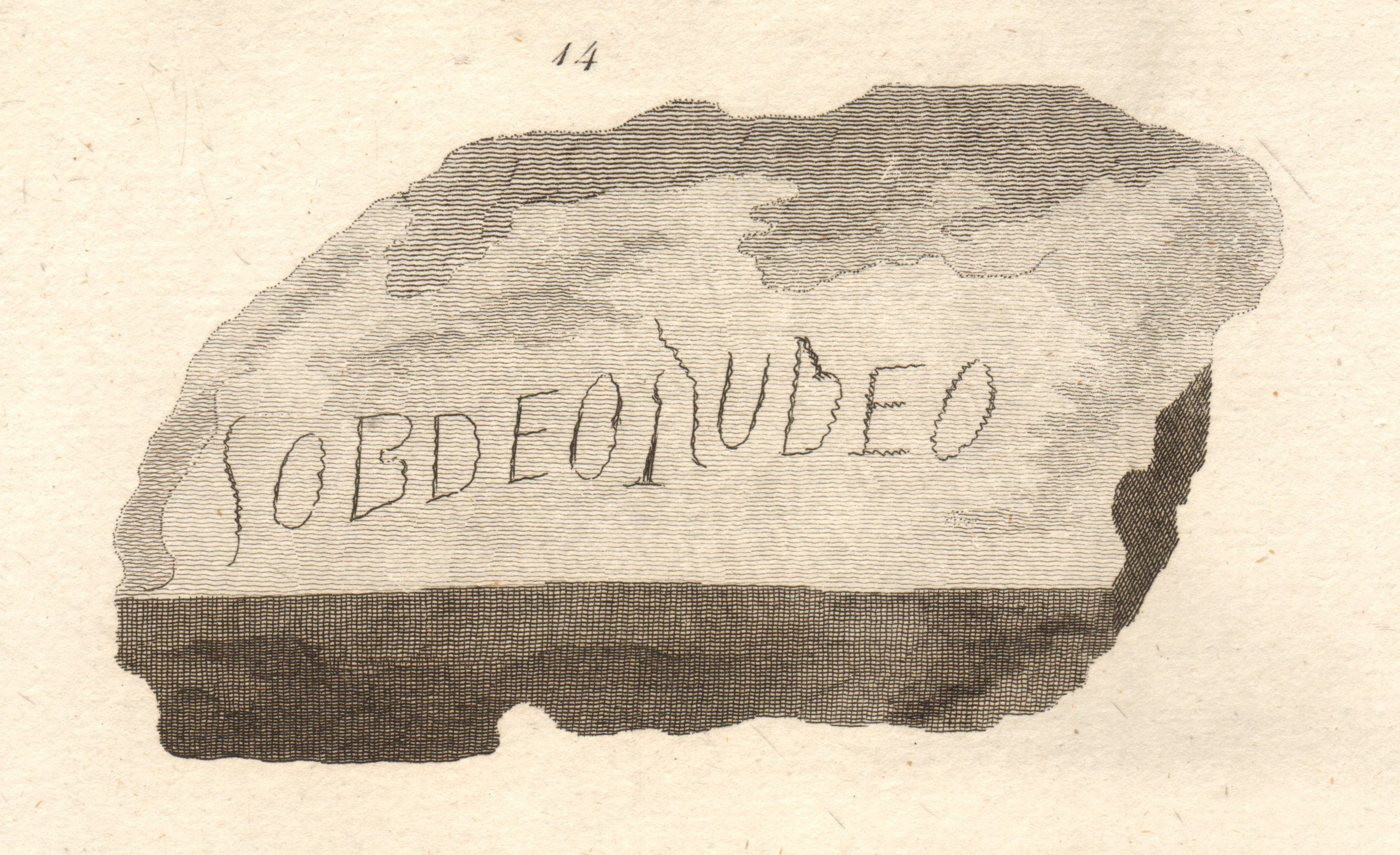
Abzeichnung einer Inschrift aus Castelsteads

Camboglanna war ein römisches Hilfstruppenkastell im Nordwesten von England, County Cumbria, District Carlisle, Parish Walton.
Es gehörte zu der aus insgesamt 16 Kastellen bestehenden Festungskette des Hadrianswalls (per lineam valli), sicherte dessen westlichen Abschnitt und einen Übergang über den Fluss Cam Beck. Ungewöhnlich ist, dass, obwohl es als Wallkastell eingestuft wird, es nicht direkt an diesen angebaut worden war. Das Lager wurde etwa 300 Jahre, vermutlich ab der Mitte des 2. bis ins frühe 5. Jahrhundert n. Chr. vom römischen Militär genutzt. Vom Kastell und dem Wall ist heute nichts mehr erhalten.

## Name
Es existieren mehrere antike Quellen, die dieses Kastell namentlich nennen: die Notitia dignitatum und zwei römische Trinkgefäße („Rudge-Cup“ und Amiens patern). Camboglanna bedeutet wahrscheinlich „Flussbiegung“ oder „gekrümmtes Tal“. Dies vermutlich deshalb, da man vom Kastellstandort aus eine gute Sicht auf eine Schleife des Cam Beck, eines Nebenflusses des River Irthing, hat. Zunächst konnte man die antike Ortsbezeichnung nicht exakt zuordnen (siehe dazu auch Banna). In der Notitia Dignitatum wird die Cohors I Dacorum, die epigraphisch für Birdoswald bezeugt ist, als Garnisoneinheit von Castlesteads (Amboglanna) angegeben. Lange war man daher der Meinung, mit Camboglanna wäre das benachbarte Birdoswald gemeint. Es scheint sich hierbei aber um einen Abschreibfehler der mittelalterlichen Kopisten zu handeln. Im diesbezüglichen Eintrag der Ravenna-Kosmographie des Geographen von Ravenna wird Banna zwischen Esica (Great Chester) und Uxelludamo (Stanwix) verortet. Von Ausgrabungen weiß man, dass zwischen Stanwix und Great Chester, direkt am Wall, zwei Kastelle standen. Aber auch aus der Kosmographie geht nicht hervor, welche dieser beiden Festungen als Banna zu identifizieren ist. Es wird jedoch in der Forschung heute allgemein als römischer Name für Birdoswald anerkannt. Lange Zeit wurde das Kastell auch mit dem weiter im Westen gelegenen Reiterlager Uxelodunum/Petrianis gleichgesetzt.

## Lage
Camboglanna war das zwölfte Glied in der Festungskette des Hadrianswalls (vallum aelium). Es befand sich 12,8 km östlich von Stanwix (Uxelodunum/Petrianis) und 11 Kilometer westlich des Kastells Birdoswald (Banna) auf einem steil aufragenden Hügel, der das Tal des Cam Beck beherrscht. Von hier aus überblickte man eine Passage durch ein Moor im Nordwesten, über das heute die Fahrstraße von Brampton nach Longtown führt, und das Ostufer des Flusses. Der ummauerte Garten von Castlestads House markiert die Lage des Kastells, der etwa die Hälfte des Lagerareals überdeckt. 500 Meter nordwestlich des Kastells befindet sich die Cambeckhill Farm, in römischer Zeit der Standort eines Meilenkastells. Im späten 2. Jahrhundert gehörte die Wallregion zur Provinz Britannia inferior, ab dem 4. Jahrhundert zur Provinz Britannia secunda.

## Forschungsgeschichte
Das Wissen über das Aussehen des römischen Lagers ist nur sehr dürftig. William Hutchinson erwähnt 1794 in seiner „Geschichte der Grafschaft Cumberland“ erstmals einige Details des Kastells. Sein Areal wurde in der zweiten Hälfte des 18. Jahrhunderts vom Grundbesitzer William Ponsonby Johnson ergraben. Dabei konnte er auch einige Altäre und noch andere Antiquitäten bergen. 1741 wurden außerhalb des Kastells, ca. 200 Meter nördlich, teilweise die Reste eines Badehauses freigelegt. Die genaue Lage und sein Grundrissplan ist allerdings heute nicht genau bekannt. Haverfield legte in den Jahren 1898, 1901 und 1902 Sondierungsgräben an, um den genauen Verlauf des Südgrabens zu bestimmen. Das Kastell wurde 1934 von Richmond und Hodgson teilweise ausgegraben. Insbesondere wurden dabei kurze Abschnitte der Umfassungsmauern, abgesehen von der zerstörten Nord-Ost-Mauer, sowie des Ost- und Westtors freigelegt. Auch der südwestliche Eckturm konnte angeschnitten werden. Dabei stieß man auch auf Spuren eines Wehrgrabens, der das Lager zusätzlich umgab. Bei den Grabungen konnten auch mehrere Weihealtäre geborgen werden. 1991 führte auch die Royal Commission of Heritage Memorials in England, Sektion Newcastle (Königliche Kommission der Historischen Monumente in England, RCHME) Sondierungen auf dem Kastellgelände durch. Bei geophysikalischen Untersuchungen, die zwischen 1999 und 2001 durchgeführt wurden, konnte der Verlauf des Vallums neuerlich bestätigt werden. Sie zeigten auch einige Details der Bebauung der Zivilsiedlung (vicus) an den südlichen Abhängen des Kastellhügels. Dieselben Untersuchungen ließen auch Spuren römischer Feldgrenzen im Gebiet unmittelbar östlich der Siedlung erkennen. Im Jahr 2007 wurde eine geophysikalische Untersuchung durchgeführt, die die Ausbreitung des Vicus im Süden der Festung klären sollte.

## Inschriften
Die erste bekannte römische Inschrift aus Castlesteads wurde 1690 entdeckt und war der britischen Gottheit Maponus von vier irregulären germanischen Kämpfern gewidmet worden. Im Zuge der Gartengestaltung im 18. Jahrhundert und der nachfolgenden Grabungen wurden weitere 40 Inschriften aus römischer Zeit geborgen. Diejenigen, die datiert werden konnten, waren in der Zeit zwischen 128 und 244 entstanden. Einige von ihnen befinden sich im Lapidarium des Sommerhauses an der Westseite des Rosengartens. Drei der Altäre waren dem persischen Gott Mithras geweiht, zehn den obersten römischen Staatsgöttern.
Darunter: Sieben für Iupiter Optimus Maximus, einer zusammen mit dem Numen Augusti; einer für den Genius Loci; drei für den unbesiegten Sonnengott (Sol Invictus) und Mithras; zwei für den Gott Belatucader, einschließlich eines, der auch der Minerva gewidmet war; zwei für den Kriegsgott Mars, darunter einer zusammen mit dem Numen Augusti; zwei für die Muttergöttinnen (Matrones). Andere Altäre waren den Gottheiten Neptun, der Victoria, Vanauntis, der Disciplina der Augusti und einem unbekannten Gott gewidmet.

## Entwicklung
122 befahl Kaiser Hadrian, im Norden Britanniens eine Sperrmauer, verstärkt durch Wachtürme und Kastelle, vom Tyne bis zum Solway Firth zu errichten, um die britischen Provinzen vor den ständigen Einfällen der Pikten aus dem Norden zu schützen. Der Wall wurde größtenteils durch Soldaten der drei in Britannien stationierten Legionen und Mannschaften der Classis Britannica errichtet.
Über die Geschichte des Kastells ist nur wenig bekannt. Vermutlich stand auf dem Hügel über dem Cam Beck schon vor Errichtung des hadrianischen Steinkastells eine römische Holz-Erde-Befestigung. Vielleicht ersetzte es das Lager von Brampton/Old Church, eines der Stanegatekastelle. Um die Mitte des 2. Jahrhunderts wurde darüber das hadrianische Steinlager errichtet. Seine Besatzung sicherte wohl zusammen mit der Mannschaft des Meilenkastells 57 einen Wallübergang und überwachte das östliche Ufer des Cam Beck, um Überfälle der nördlichen Stämme aus dem Gebiet von Bewcastle (Fanum Cocidi) rasch abwehren zu können. Das Kastell wurde vermutlich im späten 4. oder frühen 5. Jahrhundert aufgegeben und fiel danach dem Steinraub zum Opfer. U. a. wurde sein Baumaterial ab 1169 von Robert de Vaux für die Errichtung des nahen Augustinerklosters Lanercost Priory verwendet. Das Kastellareal wurde im Jahre 1789 von W. P. Johnson erworben, um darauf ein Herrenhaus zu errichten. Es sollte ein früheres Haus (Walton House) der Familie Dacre ersetzen, das mit Steinen vom Hadrianswall erbaut worden war. Die letzten Reste des Steinkastells wurden 1791 bei der Anlage des Herrenhauses (Castlesteads House) und seiner Gärten zerstört oder einplaniert. Auch das vallum wurde vollständig zugeschüttet.

## Kastell
Etwa 60 Meter nordöstlich des Steinkastells kam 1934 im Wald eine weitere – 0,4 Meter hohe und 3 Meter breite – Geländeerhebung zum Vorschein, vermutlich die Reste eines Erdwalls. Er konnte noch bis an den Rand des Plateaus verfolgt werden, wo er in einem rechten Winkel nach Südwesten abknickte. Dort verloren sich nach etwa 10 Meter seine Spuren. 1991 wurden an der Ostmauer von der RCHME neuerlich, ca. 0,4 Meter hohe Reste dieses Erdwalls beobachtet. An der Südostecke stieß man 1934 auf Spuren eines Wehrgrabens und des Erdwalls (1,5 Meter hoch). Er gehörte entweder zu einem früheren Holz-Erde-Kastell oder einem provisorischen Annex, der später dem Steinkastell im Osten angefügt wurde (vgl. hierzu auch Kastell Onnum). Sollte hier tatsächlich ein Holz-Erde-Kastell gestanden haben, müsste es erheblich größer gewesen sein als das nachfolgende Steinkastell.
Das Steinkastell entstand zur Zeit des Hadrian, hatte den für mittelkaiserzeitliche Lager typischen quadratischen Grundriss mit abgerundeten Ecken (Spielkartenform) und maß ungefähr 114 × 114 Meter. Es bedeckte eine Fläche von 1,2 ha, seine Längsachse war von Nordwest nach Südost ausgerichtet. Die nördliche Mauer verlief parallel zum ca. 350 Meter entfernten Hadrianswall. Die gesamte Nordwestseite des Lagers wurde im Laufe der Jahrhunderte durch den Cam Beck abgeschwemmt, etwa 30 Meter des Kastellareals dürften dabei verloren gegangen sein. Die restlichen 50 % sind heute vom ummauerten Garten des Herrenhauses überdeckt, der Rest ist mit Laubbäumen bepflanzt. Ein Teil der Südwestmauer und möglicherweise Überreste des nordöstlichen Walls kann man im Wald als bis zu 1,2 Meter hohe Geländeerhebung erkennen. An der südöstlichen Gartenmauer liegt eine weitere Erhebung. Der noch am besten erhaltene Abschnitt der Kastellmauer ist im südlichen Winkel des Rosengartens zu sehen, wo sie noch etwa eine Höhe von 1,6 Meter erreicht. Sie wurde ebenfalls bei der Gartengestaltung im 18. Jahrhundert stark verstümmelt. Das Kastell war zusätzlich von einem 4,8 Meter breiten Wehrgraben umgeben. Die Breite der Berme betrug etwa 3 Meter. Von den vier Lagertoren – eines auf jeder Seite – ist heute keines mehr sichtbar. Sie dürften nach mittelkaiserzeitlichem Standard mit einem doppelten Durchgang versehen und durch zwei Türme flankiert gewesen sein. Aufgrund der West-Ost-Ausrichtung des Lagers und der Nähe zur steil abfallenden Böschung oberhalb des Cam Beck, ist es sehr wahrscheinlich, dass das Osttor als Haupttor (porta praetoria) diente anstatt des Nordtores. Die Mauer wurde vermutlich von einer rückwärtig aufgeschütteten Erdrampe abgestützt die gleichzeitig als Wehrgang diente. Das Kastell verfügte wohl auch über die für mittelkaiserzeitliche Hilfstruppenlager standardmäßigen Innengebäude: im Zentrum ein Hauptquartier (principia), ein oder zwei Getreidespeicher (horrea) und Mannschaftskasernen (centuria). Die Lagerhauptstraße (via principalis) verband das West- mit dem Osttor.
Vermutlich befand sich 300 Meter nördlich des Lagers, südlich vom Standort des Wachturms 57b, ein Exerzier- und Paradeplatz. Man fand dort drei von Soldaten der Garnison gestiftete Altäre.

## Hadrianswall
Der Wall verlief bei Castlesteads von Ost-Nord-Ost nach West-Süd-West. Das Steinkastell stand zwar noch nördlich des Südgrabens (vallum), d. h. innerhalb der militärischen Sperrzone, war aber – wie das Kastell Magnis – nicht direkt mit dem Wall verbunden. Es scheint, dass es für die römischen Ingenieure wichtiger war, den Wall an der günstigsten Stelle über den Cam Beck und dann entlang des nordwestlichen Rands des Plateaus zu führen. Für das Kastell wählten sie naturgemäß den als Aussichtspunkt am besten geeigneten, d. h. auch am höchsten gelegenen und damit am leichtesten zu verteidigenden Standort. In 500 Meter Entfernung stand – direkt am Wall – das Meilenkastell 57.
Vom südlichen Wallgraben ist im Abschnitt von Castlesteads nichts mehr zu sehen. Er führte in einem weiten südöstlichen Bogen um das Steinkastell herum. Vermutlich entstand er zeitgleich mit einem früheren und etwas größeren Holz-Erde-Kastell. Vor dem Südtor konnte das vallum auf einem Erddamm überquert werden.

## Garnison

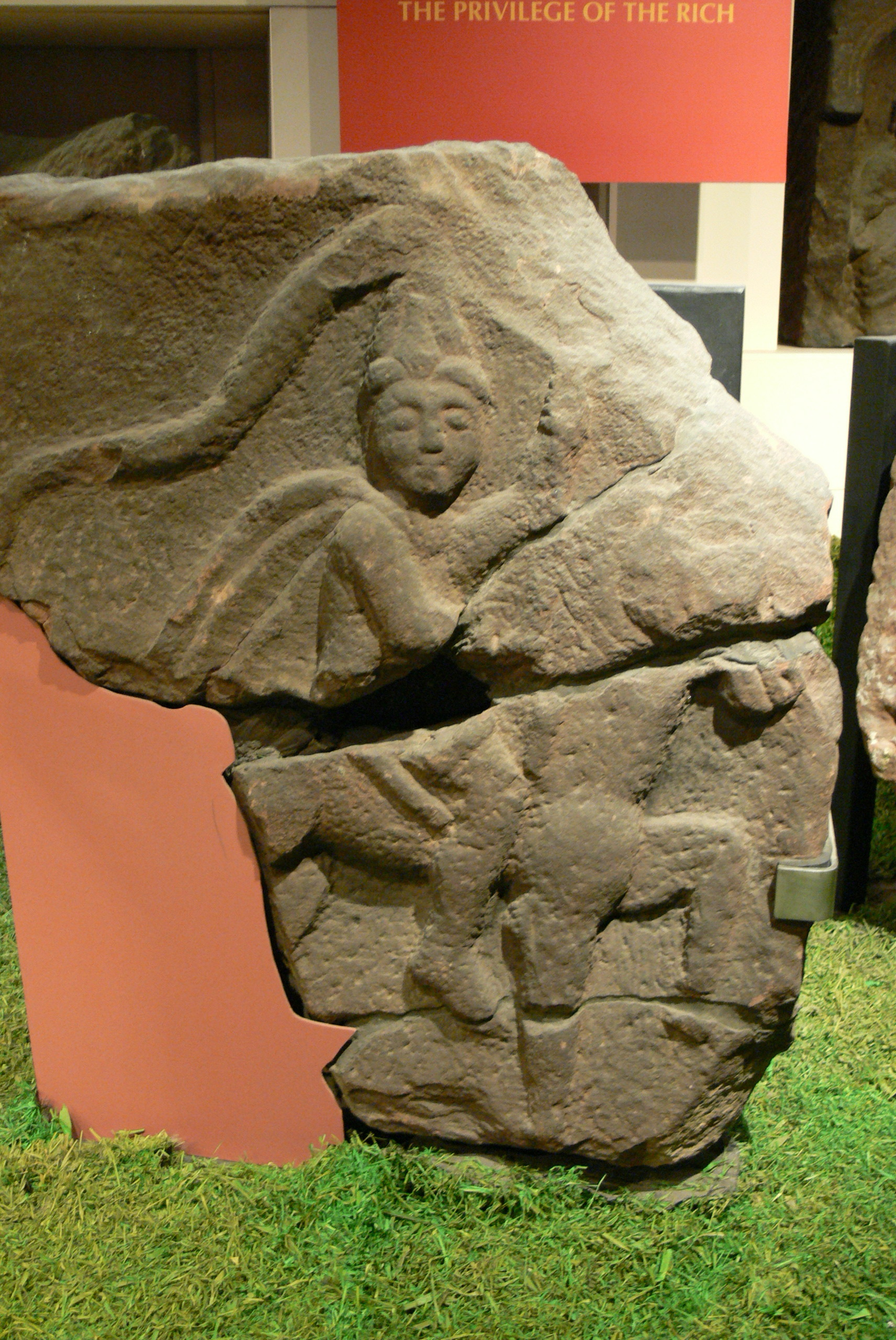
Grabstein eines sarmatischen Draconarius der Cohors I Dacorum (Chester, Gosvenor Museum)

Camboglanna war vermutlich vom 2. bis zum frühen 5. Jahrhundert mit regulären römischen Soldaten besetzt. Es beherbergte während seines Bestehens mehrere Kohorten der Hilfstruppen (Auxilia). Ein Kavallerieoffizier, der Decurio Aurelius Armiger, stiftete dort dem Gott Vanauntus einen Altar. In welcher Einheit er diente, ist nicht bekannt. Legionäre wurden für gewöhnlich nicht zum Garnisonsdienst an der Grenze eingeteilt, sondern entsandten Spezialkräfte für die anspruchsvolleren Bauvorhaben am Hadrianswall. Während der Errichtung des Kastells wurde – nach einer dort im 19. Jahrhundert aufgefundenen Bauinschrift – die Besatzung von einem Legionszenturio namens Marcianus, er stand im Range eines Hastatus Posterior, befehligt. Laut einem wiederverwendeten Altarstein aus dem Osttor ließ der Zenturio Gaius Julius Cupitianus einen Tempel wiederherstellen. Er scheint zu dieser Zeit ebenfalls vorübergehend das Kommando der Garnison innegehabt zu haben, wie die Buchstabenfolge P[rae] P[ositus] (= der Erste) annehmen lässt. Welchen Legionen die beiden angehörten, geht aus den Inschriften nicht hervor. In der Spätantike zählten die Besatzungen am Wall zu den Limitanei.
Folgende Einheiten stellten entweder die Besatzung des Kastells oder könnten sich für eine begrenzte Zeit dort aufgehalten haben:
| Zeitstellung                               | Truppenname | Beschreibung |
| ------------------------------------------ | --- | --- |
| 3. Jahrhundert n. Chr.                     | Legio sextae Victrix („die sechste Legion, die Siegreiche“)                                                                                                | Die Anwesenheit von Angehörigen dieser Legion in Castlesteads wird durch eine Bauinschrift bestätigt. Sie wurde 1732 in der Nähe des Osttores entdeckt. Hauptquartier der Legion war Eburacum (York). |
| 3. Jahrhundert n. Chr.                     | Legio vicesimae Gordiana („die zwanzigste Legion, die Gordianer“)                                                                                          | Die Anwesenheit der Legion ist durch eine Inschrift bekannt, die in einer Hypokaustenanlage gefunden wurde. Ihren Ehrennamen Gordiana dürfte sie sich in einem Feldzug unter Gordian III. (238–244) erworben haben. Die Inschrift erwähnt auch eine Hilfstruppeneinheit der Tungrer (siehe unten). |
| 2. Jahrhundert n. Chr.                     | Cohors quartae Gallorum equitata („die vierte Kohorte der Gallier, teilberitten“)                                                                          | Die Anwesenheit dieser Einheit ist durch zwei Weihealtäre aus Castlesteads bekannt. Sie dürfte die erste Besatzung des Kastells gestellt haben. Es handelte sich um eine gemischte Einheit aus Infanteristen und Reitern. Sie wurde aus Angehörigen verschiedener gallischer Stämme rekrutiert, die im heutigen Zentralfrankreich ansässig waren. Die Texte auf den Altären enthalten keine Anhaltspunkte zu welchem Zeitpunkt sie gestiftet wurden. Aber es wird angenommen, dass sie noch in hadrianischer Zeit angefertigt wurden. Ein – dem Iupiter gewidmeter – Altar wurde vom Präfekten Volcacius Hospes in Auftrag gegeben. Die Kohorte wird noch auf mehreren anderen Altären aus Britannien, datierbar auf das dritte und vierte Jahrhundert, genannt. Laut der Notitia dignitatum stand sie am Ende des 4. Jahrhunderts in Vindolanda (Chesterholm). |
| 2. Jahrhundert n. Chr.?                    | Cohors primae Batavorum („die erste Kohorte der Bataver“)                                                                                                  | Der germanische Stamm der Batavi, aus dem sich diese Truppe rekrutierte, siedelte auf einer Insel zwischen dem Waal und dem Rhein, in der römischen Provinz Gallia Belgica. Sie löste möglicherweise noch während des 2. Jahrhunderts die Gallierkohorte als Garnisonstruppe von Castlesteads ab. Sie ist auch aus zwei Bauinschriften aus Carvoran bekannt. |
| 3. Jahrhundert n. Chr.                     | Cohors secundae Tungrorum Gordiana milliaria equitata coram laudata („die zweite Kohorte der Tungrer, 1000 Mann stark, teilberitten, öffentlich belobigt“) | Die Einheit wurde ursprünglich aus einem niedergermanischen Stamm rekrutiert, der in den Ardennen und um die Stadt Tongeren in der Gallia Belgica siedelte. Sie ist von mehreren Inschriften aus Castlesteads bekannt. Ihr Präfekt Tiberius Claudius Claudianus stiftete einen Altar für Iupiter, datierbar auf den 1. Januar 241. Zwei weitere Iupiteraltäre wurden von den Präfekten Albius Severus und Aurelius Optatus in Auftrag gegeben. Die Hilfstruppeneinheit wird ebenfalls auf der Bauinschrift vom Osttor erwähnt. Vermutlich führte sie im Kastell Bauarbeiten durch und stand dabei unter der Aufsicht eines Zenturios der Legio XX. Sicher waren hier aber nicht alle 1000 Mann der Einheit stationiert. |
| 3. Jahrhundert bis 5. Jahrhundert n. Chr.? | Cohors prima Aelia Dacorum („die erste Aelische Kohorte der Daker“)                                                                                        | In der Notitia Dignitatum wird diese Hilfstruppenkohorte als Garnison von Amboglanna angegeben. Entweder war die Dakerkohorte im späten 4. oder Anfang des 5. Jahrhunderts in dieses Lager verlegt worden, für das es bislang keinerlei Beweise gibt, oder es handelt sich um einen Abschreibfehler der mittelalterlichen Kopisten. Laut der Notitia stand ihr Kommandant damals im Range eines Tribunen. Sein direkter Vorgesetzter war der Dux Britanniarum, der Oberbefehlshaber der Grenztruppen in Nordbritannien. |

## Vicus
Wie bei den meisten Wallkastellen entwickelte sich vermutlich im Laufe der Zeit auch bei Camboglanna eine Zivilsiedlung (vicus). Sie wurde jedoch nie ausgegraben bzw. wissenschaftlich untersucht. Reste sind heute oberirdisch nicht mehr sichtbar. Spuren einer umfangreichen Besiedlung werden 1727, in einem Brief von Richard Goodman an Samuel Gale, erwähnt. Er schreibt, dass er diese am Hang an der Südostseite des Kastells beobachtet haben will. Goodman sah dort Mauerfundamente und Straßenzüge, die aber alle infolge der Errichtung von neuen Gebäuden und bei der landwirtschaftlichen Erschließung des Areals beseitigt wurden.
Die letzten Überreste des Vicus dürften sich unter den Feldern im Süden und Osten der Castlesteadsfarm befinden. Im Jahr 2007 wurde festgestellt, dass sich seine Gebäude an einer 11 Meter breiten Straße aufreihten, die von Osten nach Westen verlief. Eine weitere Straße, etwa 200 Meter westlich des Vicus, führte offensichtlich nach Südosten, in Richtung des Irthing und des Stanegate. Die Hauptstraße führte jedoch nicht direkt zum Steinkastell. Dies könnte bedeuten, dass das frühere Holz-Erde-Kastell etwas weiter westlich des Steinkastells lag. Die Gebäude standen alle südlich des vallum und eines weiteren Grabens. Zwischen ihnen fand man vier Steingebäude, das größte hatte einen quadratischen Grundriss, war ca. 8 m² groß und in mehrere Räume unterteilt. Zwischen den Gebäuden verliefen gepflasterte Straßen. Einige Häuser dürften auch zwischen dem vallum und dem Kastell gestanden haben.
Es ist wahrscheinlich, dass sich der Vicus bis in die Waldgebiete östlich als auch westlich des Kastells erstreckte. Im Osten des römischen Vicus befand sich eine Reihe romano-britischer Behausungen, die zwei Bauphasen durchlaufen hatten, darunter auch traditionelle Rundhütten der indigenen Briten. Dieser Baustilwechsel könnte die östliche Grenze des Vicus markieren oder auf eine unterschiedliche Landnutzung oder -zuteilung hindeuten. Zur Kastellsiedlung dürfte auch ein Tempel oder Kultbezirk im Südosten gehört haben, der mindestens einmal renoviert wurde, wie aus einer Inschrift aus dem Osttor hervorgeht.

## Gräberfeld
Das Gräberfeld des Kastells und der Zivilsiedlung konnte bislang nicht lokalisiert werden. Aus Castlesteads sind bislang nur vier Grabsteine bekannt geworden. Einer war zu schwer beschädigt, sodass seine Inschrift nicht mehr rekonstruiert werden konnte. Ein Exemplar nennt den Waffenmeister Gemellus (custos armorum), sein Erbe, der Zenturio Flavius Hilario, ließ den Stein anfertigen. Ein Grabstein wurde von Aurelia für ihren verstorbenen Ehemann gesetzt, ein anderer für eine namentlich unbekannte Frau.